# Delahaye Type 123
Der Delahaye Type 123 ist ein Pkw-Modell aus den 1930er Jahren. Hersteller war Automobiles Delahaye in Frankreich.

## Beschreibung
Die Fahrzeuge wurden zwischen 1932 und 1933 hergestellt. Vorgänger war der Delahaye Type 105 und Nachfolger der Delahaye Type 132.
Der Vierzylinder-Ottomotor stammt vom Delahaye Type 122. Er war in Frankreich mit 10 CV eingestuft. Er hat 73,8 mm Bohrung, 107 mm Hub, 1831 cm³ Hubraum und leistet 30 PS. Er ist vorn im Fahrgestell eingebaut und treibt über ein Vierganggetriebe die Hinterachse an. Das Getriebe hat vier Gänge. 90 km/h Höchstgeschwindigkeit sind erreichbar.
Das Fahrgestell mit 315 cm Radstand stammt vom Delahaye Type 108. Die siebensitzige Pullman-Limousine entsprach ebenfalls dem Type 108. Daneben gab es Aufbauten als leichte Nutzfahrzeuge.
Der ähnliche Type 122 unterscheidet sich insbesondere durch den kürzeren Radstand vom Type 123.
Insgesamt entstanden 65 Fahrzeuge.